# Lefortovo
Lefortovo (russe : Муниципальный округ Лефортово) est un district municipal du district administratif sud-est (Юго-Восточный административный округ, ЮВАО) de Moscou. Sa population au recensement de 2002 était de 87 560 habitants.

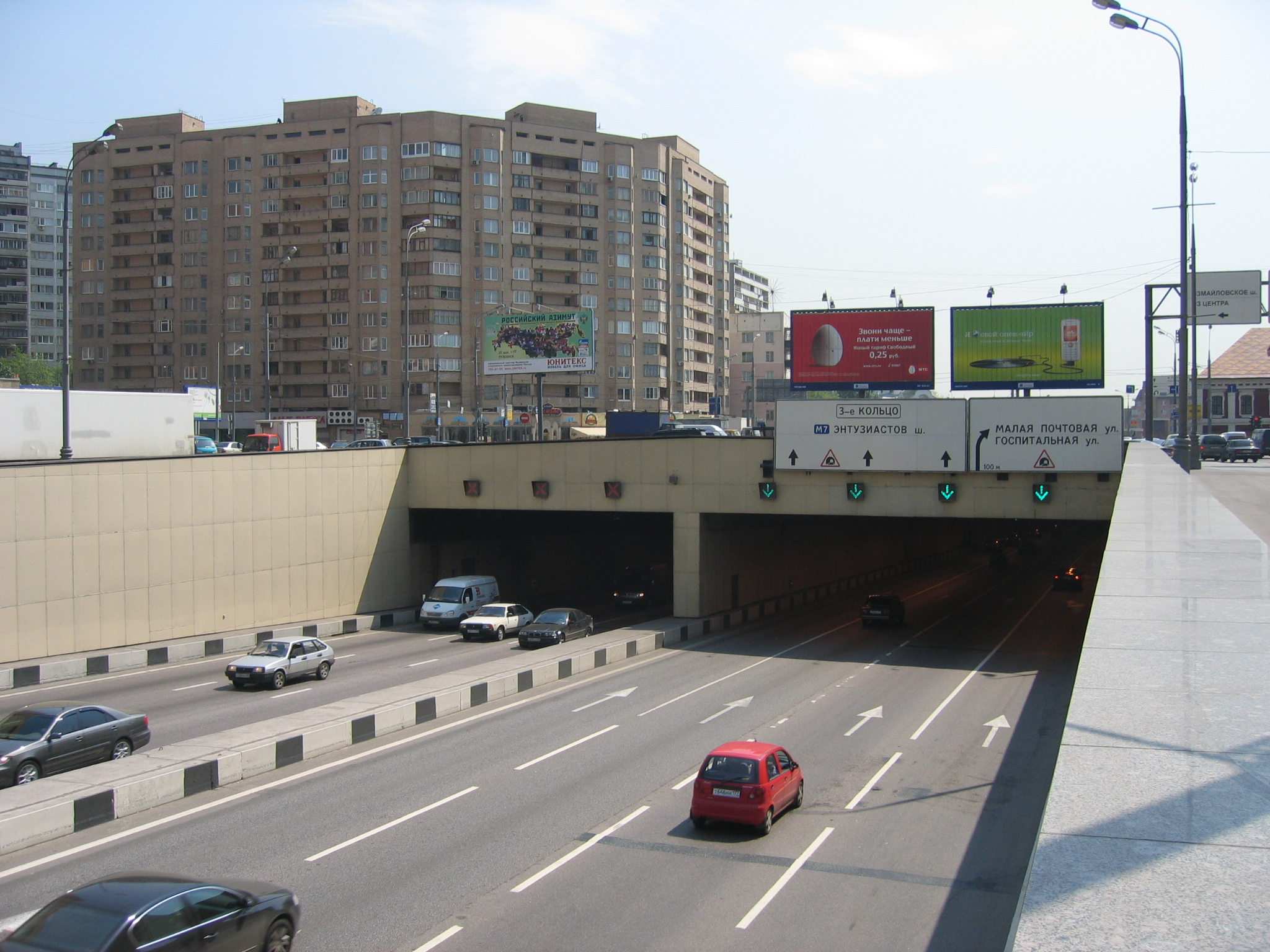
Le tunnel Lefortovo.

## Histoire
Le quartier doit son nom à l'amiral François Lefort, proche collaborateur et ami du tsar Pierre le Grand, dont les troupes étaient cantonnées non loin de là, dans le quartier allemand. La fondation du district remonte à 1699, date à laquelle plusieurs palais furent édifiés à l'intention des empereurs russes et de la noblesse. Aux siècles suivants, le quartier hébergea des soldats et des organisations militaires, puis des industries lourdes.
De nos jours, Lefortovo est surtout connu pour sa prison et son parc, sous lequel passe le tunnel Lefortovo, appartenant à la troisième ceinture autoroutière.
Plusieurs instituts d'enseignement supérieur y ont leur siège, comme l'Institut de génie énergétique de Moscou.

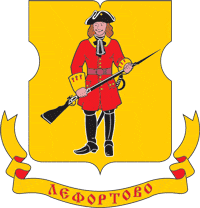
Armes du district
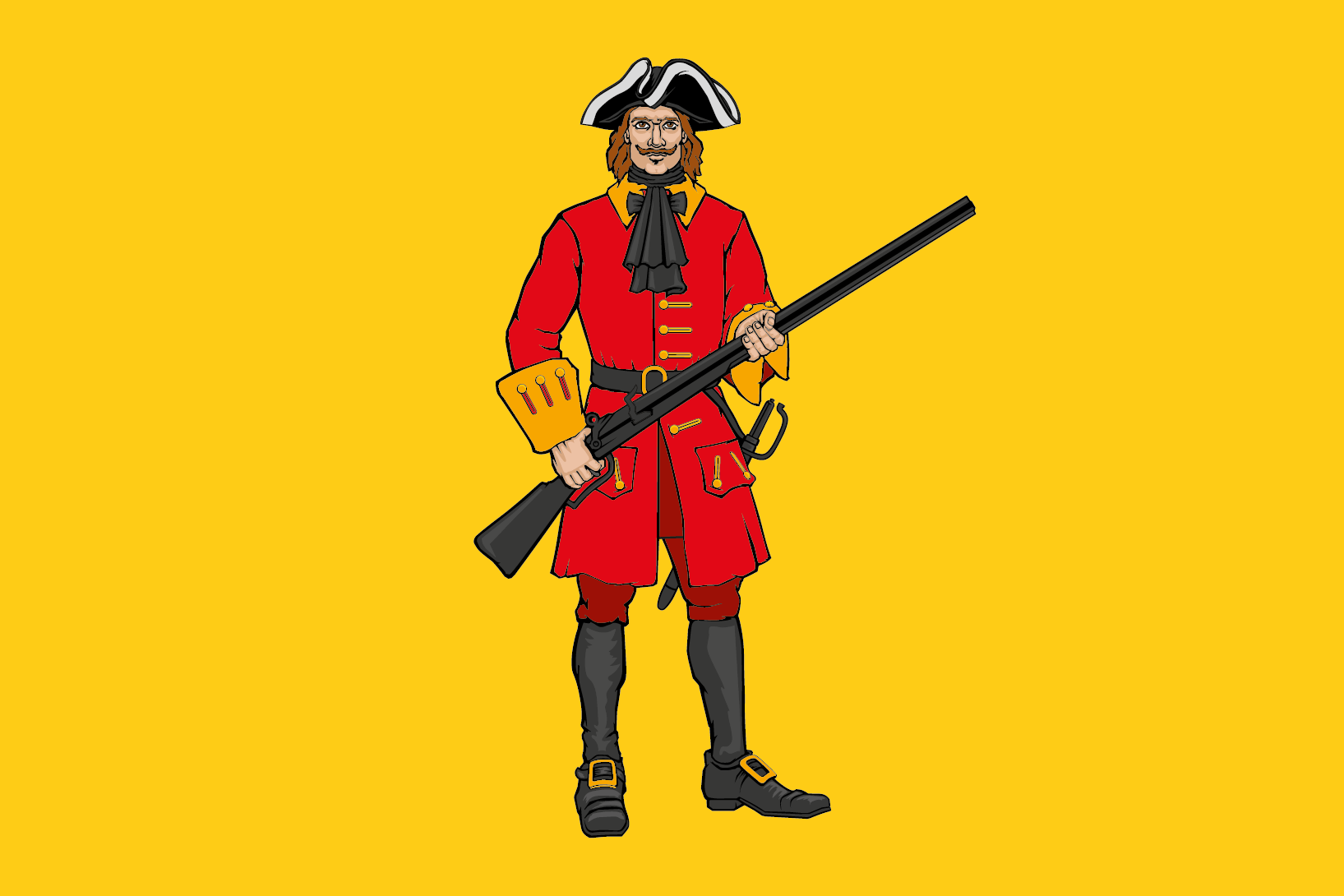
Drapeau du district